# John Naber
John Phillips Naber (Evanston, 20 de janeiro de 1956) é um ex-nadador norte-americano, ganhador de cinco medalhas nos Jogos Olímpicos de Verão de 1976, sendo quatro delas de ouro.
Foi recordista mundial dos 100 metros costas e dos 200 metros costas entre 1976 e 1983.